# Карабуранкьол
Карабуранкьол (Каракошун) (на китайски: 台特马湖) е безотточно солено езеро в Западен Китай, в Синдзян-уйгурския автономен регион. Площта му варира от 88 до 250 km².
Езерото Карабуранкьол е разположено в източната част на Таримската равнина, в пустинята Такламакан, на 881 m н.в. Площта му е около 88 km², а заедно с периодически заливаните блата и тръстикови участъци достига до 250 km. В него от югозапад само през лятото (по време на пълноводието) се вливат водите на река Черчен, а в многоводни години и водите на река Тарим от север. По това време Карабуранкьол става пълноводно и се наблюдава отток на водите му на изток, в езерото Миранкьол. Преобладаващите дълбочини са 1 – 2 m, а около устието на Черчен – до 10 m. В северната му част водата му е предимно прясна, а в южната – солена, като нейната минерализация силно се изменя. Езерото е открито и първично изследвано и картирано през 1890 г. от видния руски астроном, геодезист и пътешественик Михаил Певцов.